# Vincenzo De Simone (pittore)
Vincenzo De Simone (Roccarainola, 2 luglio 1939 – Padova, 3 febbraio 2020) è stato un pittore, scultore e performance artist italiano.

## Biografia
Ideatore della tecnica denominata "a-pittura", con figurazioni sulla tela ottenute senza alcun pigmento di colore, fonda anche il laboratorio artistico  "Teatro contadino", presentato nella sezione italiana della Biennale di Venezia del 1976; il laboratorio si ispira al concetto di recupero simbolico dei valori della cultura contadina.
Era un artista che creava per cicli senza obbligarsi a stili e tecniche immutabili. All'età di ottant'anni, Vincenzo De Simone è morto a Padova il 3 febbraio 2020.

### Cataloghi
- Vincenzo De Simone, Giovanni De Simone, Giovanni Catellani, "Vincenzo e Giovanni De Simone: Delirio dell'arte - arte del delirio: Padre - Spirito - Santo - Figlio", Studio de' Bonis, 2006, pp. 43
- Fabio De Sanctis, Giorgio Di Genova, Vincenzo De Simone, Paolo Pasotto "Fabio de Sanctis, Vincenzo de Simone, Paolo Pasotto: tre artisti della generazione anni Trenta", Bora, 2003, pp. 159